# Rytel (stacja kolejowa)
Rytel – stacja kolejowa w Rytlu, w województwie pomorskim; znajdują się tu 2 perony. Według klasyfikacji PKP ma kategorię dworca lokalnego. Osobliwością stacji są dwa niemalże identyczne budynki stacyjne. Nowy jest pozostałością po niezrealizowanym planie przebudowy linii na czterotorową.

## Ruch pasażerski
| Rok  | Wymiana pasażerska na dobę |
| ---- | -------------------------- |
| 2017 | 20-49                      |
| 2022 | 20-49                      |

## Położenie
Stacja kolejowa znajduje się na zachód od wsi Rytel, w pobliżu drogi krajowej nr 22 Grzechotki – Kostrzyn. Ulica, przy której znajduje się budynek dworca, nazywa się Rytel-Dworzec, natomiast leżąca po przeciwnej stronie torów – Rytel-Tartak. Ponieważ stacja została wybudowana daleko od wsi, powstał przystanek Rytel Wieś.

## Historia
Linia kolejowa nr 203 powstała w ramach budowy Królewskiej Kolei Wschodniej (niem. Königliche Ostbahn). Inwestycja ta miała głównie za zadanie połączyć Berlin z dużymi miastami położonymi na wschodzie: Gdańskiem i Królewcem. Pobocznym zadaniem tej inwestycji miała być stymulacja gospodarcza tego terenu. Tereny te były biedne, pozbawione większych miast. W 1842 nadwyżki budżetowe w skarbie pruskim spowodowały, że inwestycja została rozpoczęta. Sama linia łącząca Chojnice – Tczew powstała w latach 1871–1873.
Pomiędzy Chojnicami a Czerskiem linia została podzielona na trzy równe odcinki. Na krańcach tych odcinków powstały stacje Rytel oraz Gutowiec. Stacja w Rytlu powstała od razu w 1873, natomiast w Gutowcu dopiero w 1902.
W pierwszej dekadzie XX wieku ze względu na planowe zwiększenie znaczenia roli odcinka Chojnice – Czersk zdecydowano się na rozbudowę linii do czterech torów. W ramach tego projektu zbudowano nowy dworzec wraz z magazynem. Wybuch I wojny światowej spowodował jednak, że linia straciła na znaczeniu i plan nie został zrealizowany. Stary dworzec nadal pełnił funkcję dworca, natomiast nowy został adaptowany na budynek mieszkalny. W XX-leciu międzywojennym stacja znajdowała się na szlaku transgranicznego tranzytu uprzywilejowanego.
W czasie II wojny światowej powstała kolejka łącząca stację z tartakiem położonym nad Brdą przy zaporze Mylof. W 1942 stacja została zmodernizowana, postawiono między innymi nową nastawnię. Podczas powojennej odbudowy sieci kolejowej zdjęto jedną parę torów pomiędzy Tczewem a Chojnicami. Około 1956 kolejka została przystosowana do trakcji spalinowej, po czym w latach 70. XX wieku, została ona jednak rozebrana. Na przełomie lat 70. i 80. drugie tory na większości trasy zostały odbudowane. Jednakże pomiędzy Gutowcem a Krojantami linia została jednotorowa.

## Linie kolejowe
Przez stację kolejową przechodzi linia kolejowa nr 203. Na szlakach przyległych jest ona jednotorowa. Dawniej była dwutorowa.

## Infrastruktura

### Dworzec
Budynek stacyjny jest dwukondygnacyjny, murowany z cegły, częściowo otynkowany. W przybudówce mieści się nastawnia dysponująca Rt. Do budynku dostawiony jest magazyn.

### Perony
Na stacji znajdują się dwa niskie perony o wysokości 30 cm nad główką szyny. Peron 1 ma nawierzchnię utwardzoną z płyt chodnikowych, natomiast peron 2 nawierzchnię żwirową. Dojście do peronów możliwe jest z poziomu szyn.

### Pozostałe budynki
Oprócz budynku stacyjnego na terenie stacji znajduje się: nastawnia wykonawcza Rt1, nowy dworzec adaptowany na mieszkania oraz inny budynek mieszkalny wraz z budynkami gospodarskimi.

## Ruch pociągów
Przez stację przejeżdżają lokalne pociągi regionalne, łączące Chojnice z Tczewem. Pociąg przyspieszony Tur relacji Chojnice – Gdynia Główna przejeżdża przez stację bez zatrzymania. Relacja ta jako jedna z ostatnich została przejęta przez autobusy szynowe. Oprócz tego przez stację przejeżdżały pociągi towarowe obsługujące lokalny przemysł.